# Adam Bielan

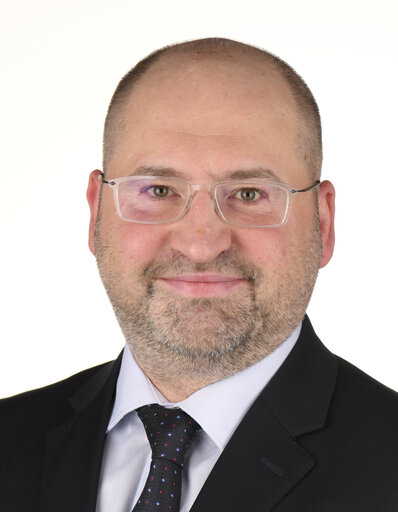
Adam Bielan

Adam Jerzy Bielan (* 12. September 1974 in Danzig) ist ein polnischer Politiker.
Bielan wechselte seine Parteizugehörigkeit mehrmals: 1997 trat er zunächst der Akcja Wyborcza Solidarność bei, die er aber im Jahr darauf wieder verließ. Nach kurzen Zugehörigkeiten zu zwei weiteren Parteien, Stronnictwo Konserwatywno-Ludowe und Przymierze Prawicy, wechselte er 2001 zur Prawo i Sprawiedliwość. 2010 verließ er diese jedoch und gründete mit einigen weiteren Mitgliedern die Partei Polska Jest Najważniejsza. 2014 trat er der von Jarosław Gowin neugegründeten Partei Polska Razem bei, die 2017 mit mehreren anderen konservativen Gruppierungen zur Partei Porozumienie verschmolz. Bielan wurde Vorsitzender des Landeskonvents der Partei. Aus der Porozumienie wurde Bielan Anfang Februar 2021 nach einem innerparteilichen Streit ausgeschlossen. Im Juni 2021 kündigte er die Gründung der Republikanischen Partei an.
Von 1997 bis 2004 war Bielan Mitglied der Sejm, 2004–2014 gehörte er dem Europäischen Parlament an, dessen Vizepräsident er von 2007 bis 2009 war. Bei den Wahlen 2014 scheiterte er (bereits als Mitglied der Partei Polska Razem) am Wiedereinzug in das Europäische Parlament. Dafür wurde Bielan bei den Parlamentswahlen 2015 als Vertreter der auf der Liste der PiS gemeinsam antretenden polnischen Rechten für den Wahlkreis Radom in den polnischen Senat gewählt und wurde für die Kadenz zu dessen Vizemarschall gewählt. Bei den Europawahlen 2019 wurde Bielan auf der Liste der Vereinigten Rechten erneut ins Europäische Parlament gewählt. Sein Mandat als Senator lief mit dieser Wiederwahl kurz vor Ende der regulären Kadenz des Senates am 28. Mai 2019 aus. Er ist in der 10. Legislaturperiode (2024–2029) Mitglied im Ausschuss für auswärtige Angelegenheiten sowie stellvertretendes Mitglied im Ausschuss für Industrie, Forschung und Energie.